# 西拉沐沦街道
西拉沐沦街道，是中华人民共和国内蒙古自治区赤峰市克什克腾旗下辖的一个乡镇级行政单位。

## 行政区划
西拉沐沦街道下辖以下地区：
碧柳社区、玉竹社区、青山社区、哈达社区、黄岗社区和柳兰社区。